# 陳秉立
陳秉立（英語：Aaron Chan，1981年3月9日—），藝名阿翔，原名陳文翔，2007年改為現名。台灣台南人，中華藝校影劇科畢業。2004年與浩子組成兩人搞笑團體浩角翔起，除主持工作外，亦為演員及歌手。2011年所屬團體浩角翔起以主持《食尚玩家》獲得第46屆金鐘獎最佳綜藝節目主持人獎；2018年以主持《綜藝大集合》獲得第53屆金鐘獎最佳綜藝節目主持人獎。現為《綜藝大集合》、《綜藝新時代》節目主持人。

## 演藝生涯

### 出道及組團初期
阿翔從中華藝校影劇科畢業後，考進藝工隊服役，2003年從藝工隊退伍，到八大電視台當燈光師。後來被經紀人兼塑身老師張淳淳相中，但當時阿翔認為演藝圈收入不穩定，有所猶豫。於是張淳淳找阿翔到她公司工作，為她賣健身器材，同時也讓阿翔兼職接通告。這期間，阿翔參加緯來綜合台的《電視笑話冠軍》，一路過關斬將，順利成為該節目盟主之一，並曾經擊敗未來的搭檔浩子。
2004年，由於淡水漁人碼頭餐廳的表演，與節目中認識的浩子合作搭檔，因此組成浩角翔起。浩角翔起組成頭兩年，名氣不足的兩人只有零星通告可接。不過阿翔一直有正職工作，就算通告少經濟上影響不大。當時浩子收入不穩定，阿翔也幫忙介紹他組裝跑步機的工作。
2006年，浩角翔起被百是傳播公司的製作人兼經紀人黃義雄簽下，逐漸得到主持及演出的機會，之後，兩人藉由《綜藝大集合》、《大家來說笑》、《食尚玩家》一步步累積知名度。

### 2009年至2015年
2009年，《食尚玩家》節目人氣小有斬獲，於是打鐵趁熱，推出主持人合輯《食尚玩家之食神歸位大便當》，浩子參與歌曲的製作，阿翔也替主打歌編舞。2010年，浩角翔起參與民視《新兵日記》演出，阿翔於劇中飾演菜鳥新兵並且為戲剃髮。由於此劇的高收視率，使浩角翔起除原先綜藝上的觀眾外，也得到廣泛的大眾知名度，廣告代言與通告大有斬獲；12月，阿翔獲高雄市教育局頒發「高雄市99年度技職教育名人」。
2011年，浩角翔起以主持《食尚玩家》獲得第46屆金鐘獎綜藝節目主持人獎。同年11月7日，阿翔與交往近四年、暱稱為小公主的女友龔淑卿（Grace）結婚，團員浩子為婚禮主持人。同年12月，食尙玩家推出由浩角翔起、莎莎兩組主持人合著的美食書《ㄨ丫係食尚玩家》。
2012年4月，浩角翔起發行EP專輯《笑一個》；11月，長女誕生。2013年8月底，浩角翔起客串2014年賀歲片《鐵獅玉玲瓏》，阿翔飾演少年時期的許效舜一角。2014年2月中旬，浩子為了在女兒上幼稚園前多陪孩子，選擇退出《綜藝大集合》，而阿翔則繼續主持；4月，發行《發發發狂想曲》EP。
2015年，1月，長子誕生；2月，在賀歲片大囍臨門中飾演賣菜翔，在國片沙西米中飾演配角。同年5月，為司法院拍攝微電影《裁量之間》，飾演觀審員；該月底，浩角翔起首挑大樑，主演國片傻瓜向錢衝，阿翔飾演主角之一的阿寶；9月25日，發行第三張EP專輯《萬萬人迷》；12月起在馬來西亞Astro AEC的搞笑選秀節目《搞笑之王》第二季中擔任評審，負責比賽講評並指導參賽者。

### 2016年至今
2016年，9月次女出生；12月29日搭檔浩子在浩角翔起官方臉書上，宣布暫別演藝圈一年。
2017年，年初浩角翔起完成先前接下的尾牙通告後，浩子暫別演藝圈回歸家庭，阿翔則暫時單飛；6月20日，於節目改版之際，與張立東和楊昇達一同加入《國光幫幫忙之大哥是對的》主持群行列；8月，與康康及徐懷鈺一同主持衛視中文台的歌神請上車第二季。
2018年以主持《綜藝大集合》與胡瓜、謝忻獲得第53屆金鐘獎最佳綜藝節目主持人獎。
2019年6月8日，阿翔被鏡週刊報導與藝人謝忻在台北街頭擁吻，並被該周刊記者拍下照片，對素來以愛家形象示人的阿翔造成嚴重的打擊。同月17日，阿翔的妻子龔淑卿首次公開表示「換我為你撐傘」，原諒阿翔。隔日，阿翔、謝忻所屬經紀公司時代創藝召開記者會，阿翔在搭檔浩子的陪同下出席並當眾道歉，經紀公司則表示兩人將無限期停工，以示反省。
同年8月19日，阿翔在停工2個月後復出，民視宣布阿翔19日回歸《綜藝新時代》錄影，20日也會與胡瓜一同錄製《綜藝大集合》，謝忻則退出該節目主持群。

## 個人生活
阿翔就讀建興國中時與郭泓志、林恩宇同屆，雖然並非棒球隊出身，但受校風影響也愛打球。阿翔從小也是死忠兄弟象球迷，國中時為兄弟象台南區官方啦啦隊後援會一員。出道後阿翔加入J-Star棒球隊，自2007年起，連年以J-Star二壘手身份，出席明星公益棒球賽。2011年台南明星公益棒球賽中，獲選為單場MVP。
2019年6月8日，阿翔被鏡週刊報導與藝人謝忻在台北街頭擁吻，並被該周刊記者拍下照片，對素來以愛家形象示人的阿翔造成嚴重的打擊。同月17日，阿翔的妻子龔淑卿首次公開表示「換我為你撐傘」，原諒阿翔。隔日，阿翔、謝忻所屬經紀公司時代創藝召開記者會，阿翔在搭檔浩子的陪同下出席並當眾道歉，經紀公司則表示兩人將無限期停工，以示反省。

## 主持作品

### 電視節目
| 首播   | 電視台                 | 節目名稱                                       | 備註                          |
| 2006年 | 民視無線台             | 綜藝大集合                                     |                               |
| 2007年 | TVBS歡樂台             | 食尚玩家                                       | 已退出主持群                  |
| 2017年 | 三立都會台             | 國光幫幫忙之大哥是對的                         | 6月20日加入-2019年6月退出主持 |
| 2017年 | 衛視中文台             | 歌神請上車 第二季                              | 已停播                        |
| 2018年 | 民視無線台、八大綜合台 | 綜藝新時代                                     |                               |
| 2018年 | Astro AEC              | 叫我男神（第三季） Call Me Handsome (Season 3) | 客串                          |
| 2019年 | Yahoo、Youtube、IG     | 鬧著玩視界旅遊 Nowyouon                        |                               |

## 演出作品

### 電視劇
| 首播   | 電視台                     | 劇名                | 角色           |
| 2006年 | 華視`八大綜合台`迪士尼頻道 | 花樣少年少女        | 江野伸         |
| 2007年 | 華視                       | 惡女阿楚            | 爆點雙寶       |
| 2008年 | 中視`八大綜合台`公視HD台   | 翻滾吧!蛋炒飯       | 客串比賽主持人 |
| 2010年 | 民視`東森綜合台            | 新兵日記            | 菜鳥新兵邱有順 |
| 2011年 | 公視                       | 面交男              | 阿達           |
| 2011年 | 民視`東森綜合台            | 新兵日記2之特戰英雄 | 菜鳥新兵邱有順 |
| 2014年 | 華視 `TVBS歡樂台           | A咖的路             | 客串浩角翔起   |
| 2017年 | 台視`八大綜合台            | 我的男孩            | TORO           |
| 2025年 | 民視                       | 好運來              | 阿翔           |

### 電影
| 首播   | 劇名       | 角色           |
| 2010年 | 愛你一萬年 | 吳奇峰友人     |
| 2014年 | 鐵獅玉玲瓏 | 許效舜少年時期 |
| 2015年 | 大囍臨門   | 賣菜翔         |
| 2015年 | 沙西米     | A片店熟客      |
| 2016年 | 傻瓜向錢衝 | 阿寶           |

### 微電影
| 首播 | 劇名                  | 角色                     |
| 2015 | 司法院微電影:裁量之間 | 1號觀審員 汽車業務員阿翔 |

## 音樂作品

### 專輯
| 日期   | 專輯名稱                     | 曲名           | 詞曲                                                 | 備 註                 |
| 2009年 | 《食尚玩家之食神歸位大便當》 | 《食尚玩家》   | 詞曲：Fun4樂團                                       | 演唱：浩角翔起、2moro |
| 2009年 | 《食尚玩家之食神歸位大便當》 | 《郊遊交很久》 | 曲：浩子、陳冠甫 詞：浩子                            | 前《食尙玩家》片尾曲  |
| 2009年 | 《郊遊交很久》EP             | 《郊遊交很久》 | 曲:浩子、陳冠甫 詞：浩子                             | 前《食尙玩家》片尾曲  |
| 2012年 | 《笑一個》EP                 | 《夢想馬車隊》 | 曲：古典樂 詞：浩子                                  |                       |
| 2012年 | 《笑一個》EP                 | 《噗嚨共之歌》 | 詞曲：浩子                                           | 前《食尙玩家》片尾曲  |
| 2012年 | 《笑一個》EP                 | 《袋鼠跳跳跳》 | 原曲：秋蟬 原曲詞：李子恆 改編詞：浩子               |                       |
| 2012年 | 《笑一個》EP                 | 《謝謝你》     | 曲：小安 詞：李若君                                  |                       |
| 2012年 | 《笑一個》EP                 | 《海鮮很貴》   | 曲：古典樂 詞：浩子                                  |                       |
| 2012年 | 《笑一個》EP                 | 《笑一個》     | 曲:梁正 詞：林白                                     |                       |
| 2014年 | 《發發發狂想曲》EP           | 《發發發》     | 詞：徐偉銘 曲：陳冠甫                                | 《食尚玩家》片尾曲    |
| 2014年 | 《發發發狂想曲》EP           | 《媽媽的菜》   | 詞曲：浩子                                           |                       |
| 2014年 | 《發發發狂想曲》EP           | 《淘金歲月》   | 詞：浩子 曲：廖偉傑                                  |                       |
| 2015年 | 《萬萬人迷》EP               | 《萬萬人迷》   | 曲:Peter Hageras/Mats Frisell/Jakob Stadell 詞：浩子 |                       |
| 2015年 | 《萬萬人迷》EP               | 《喇叭鎖》     | 詞曲：浩子                                           |                       |
| 2015年 | 《萬萬人迷》EP               | 《三八兄弟》   | 詞曲：浩子                                           |                       |

### 未發行作品
| 曲名           | 作曲 | 作詞 | 出現集數                                         | 備註 |
| 《阿婆你好嗎》 | 浩子 | 浩子 | 《食尚玩家》竹東市場挖寶去                       | 客語歌，浩子寫給自己祖母，並未發行，僅在節目片尾播放。                                                   |
| 《發春的黑狗》 | 浩子 | 浩子 | 《食尚玩家》開場歌原曲，《娛樂百分百》中曾演唱。 | 改編為《食尙玩家》開場介紹各地的歌曲，依各地特色填入不同歌詞，歌詞皆以「我的好朋友，浩角翔起來了」開始。 |
| 《姐仔》       | 浩子 | 浩子 | 《食尚玩家》食尚委託會社 中秋爽吃提案 2013-09-09 | 本首是浩子獻給洪仲丘姊姊，洪慈庸的作品，本集結尾時演唱。歌詞以弟弟的視角出發，希望姊姊不要擔心牽掛。     |
| 《超級總動員》 | 浩子 | 浩子 | 《超級總動員》第七季片頭曲                       | 由浩角翔起與蜜蜂姐姐合唱，在《超級總動員》第七季每一集片頭帶動唱。                                       |

### 單曲
| 年份   | 曲名       | 備註                                       |
| 2019年 | 《卡緊咧》 | 與蔡家蓁合唱，收錄於蔡家蓁《美．即刻》專輯 |

## 獎項紀錄

### 電視金鐘獎
| 年份   | 獲提名         | 獎項                               | 結果 |
| ------ | -------------- | ---------------------------------- | ---- |
| 2011年 | 《食尚玩家》   | 第46屆金鐘獎綜藝節目主持人獎       | 獲獎 |
| 2017年 | 《綜藝大集合》 | 第52屆金鐘獎綜藝節目主持人獎       | 提名 |
| 2018年 | 《綜藝大集合》 | 第53屆金鐘獎綜藝節目主持人獎       | 獲獎 |
| 2019年 | 《綜藝新時代》 | 第54屆金鐘獎益智及實境節目主持人獎 | 提名 |
| 2021年 | 《綜藝大集合》 | 第56屆金鐘獎綜藝節目主持人獎       | 提名 |
| 2022年 | 《綜藝大集合》 | 第57屆金鐘獎綜藝節目主持人獎       | 提名 |

### 亞洲電視大獎
| 年份   | 獲提名         | 獎項                               | 結果 |
| ------ | -------------- | ---------------------------------- | ---- |
| 2023年 | 《綜藝大集合》 | 第28屆亞洲電視大獎綜藝節目主持人獎 | 待定 |

## 外部連結
- 陳秉立 (Aaron)的Facebook專頁（中文）
- 浩角翔起阿翔的新浪微博（中文）
- 浩角翔起笑一個 官方粉絲專頁的Facebook專頁（中文）
- 時代經紀藝人情報局 （页面存档备份，存于）（中文）
- 陳秉立在互联网电影资料库（IMDb）上的資料（英文）
- 陳秉立在香港影庫上的簡介
- 陳秉立在时光网上的簡介（简体中文）
- 陳秉立在豆瓣上的资料（简体中文）